# 燕青
燕青，小说《水滸傳》中的人物，自小在卢俊义家成長，大名府人，是三十六天罡星最后一名，混號「浪子」。

## 生平

### 上梁山
原为“北京大名府”人氏，自幼父母双亡，在卢俊义家中长大為奴，稱盧俊義為「主人」，但盧俊義從來不把他當奴僕對待，視之為親信，讓燕青感恩在心，願意捨命相報。
卢俊义被吴用诓走之后，管家李固与卢俊义之妻贾氏勾搭成姦，霸占了卢的家财，又将燕青赶走。卢俊义回家后，李固又向大名府告发卢俊义私通梁山，卢俊义因此下狱，李固後來又买通了董超、薛霸，要他们二人在押解途中杀死卢俊义，当董、薛正要下手之际，燕青赶来将二人射死。卢俊义被判死刑之后，燕青又与杨雄上山报信，引来宋江大队人马，在法场救下卢俊义，一同投靠了梁山。
後與李逵一同出任務偵查，擊敗了連兩屆相撲冠軍「擎天柱」任原，展現其高超博打武藝，也是少數能讓李逵又敬又懼的人。

### 招安
宋江元宵节上京面圣，梁山泊派燕青暗中請徽宗寵妓李师师幫忙遊說招安。燕青英俊且通音律，得李師師愛慕，燕青為免造次，師法虯髯紅拂和李师师結为姐弟，面见宋徽宗，传递梁山消息，为宋江受招安立了大功。

### 功成身退
征伐方臘後，燕青認為日後恐難逃朝中奸黨清算，力勸舊主盧俊義與自己一同離開，但盧俊義拒絕，由此燕青便独自离去，不知所蹤。

## 形象
燕青渾身刺青、容貌俊秀，通音律善吹簫且鏢箭技術超群，摔跤術天下第一，與花榮之射、戴宗神行、張清飛石、安道全醫術並稱，亦是梁山泊少數善終之人。對盧俊義展現其忠，對宋江展現其義，急流勇退展現其智，乃智勇雙全、才德兼備的儒俠化身。

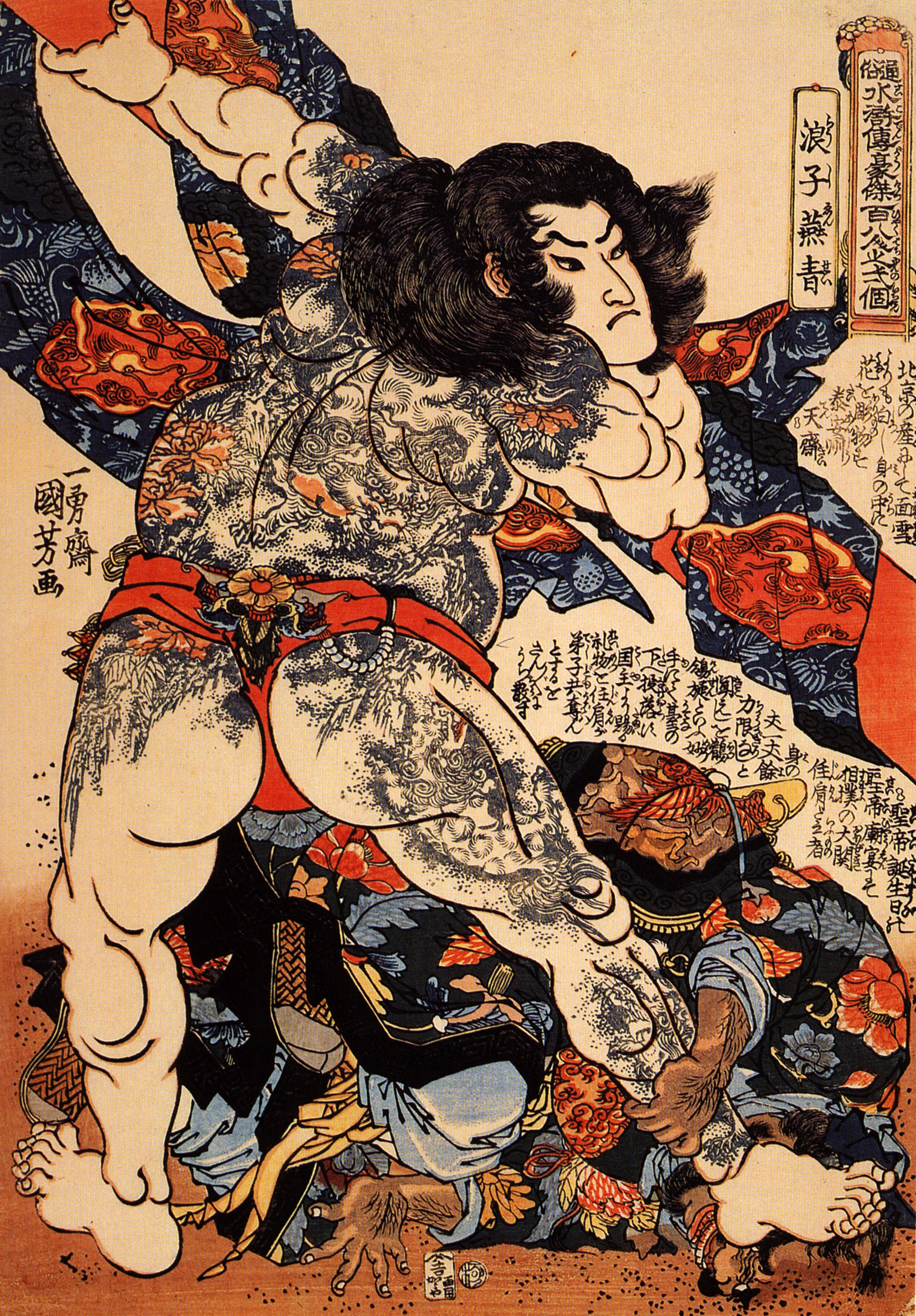
歌川国芳「通俗水滸伝豪傑百八人之一個・浪子燕青」

中國武術中的燕青拳認為是燕青所傳下的武功

## 原型
浪子燕青的原型應是來自歷史上的南宋抗金將領梁青，據《中興小記》載：梁青又稱「梁小哥」；在《水浒传》中李師師亦曾稱燕青為「小哥」:260。

## 影視
- 1972年香港邵氏《水滸傳》：姜大卫
- 1975年香港邵氏《荡寇志》：姜大卫
- 1983年山东版《水浒》：杨宝龙
- 1984年电影《浪子燕青》：鲁国庆
- 1986年电视剧《林冲》：汤镇业
- 1998年央视版《水浒传》：王光辉
- 1999年电影《水滸傳之英雄好色》：黃子揚
- 2004年电视剧《浪子燕青》：吴樾
- 2008年电视剧《龙虎山客栈》：刘冠翔
- 2011年版《水浒传》：嚴屹寬
- 2013年版《武松》：荣少
- 2013年电影《玉麒麟卢俊义》：张旭

## 遊戲
- 《Fate/Grand Order》：配音：岡本信彥